# Chiesa di San Saturnino (Isili)
La chiesa di San Saturnino è un edificio religioso situato ad Isili, centro abitato della Sardegna centrale. Consacrata al culto cattolico è sede dell'omonima parrocchia e fa parte dell'arcidiocesi di Oristano.

Edificata sopra un impianto preesistente, la fabbrica attuale risale almeno al XVI secolo.